# Eratigena barrientosi
Eratigena barrientosi là một loài nhện trong họ Agelenidae. Chúng được miêu tả năm 2009 bởi Bolzern, Crespo & Cardoso.